# Georg Heckel (Kaufmann)
Georg Heckel (* 2. November 1839 in Saarbrücken-Sankt-Arnual; † 9. März 1899 in Saarbrücken-Malstatt) war ein deutscher Kaufmann und Wohltäter.

## Leben
Georg Heckel betätigte sich als Kaufmann, seit 1872 als Gastwirt des historischen Rodenhofs und erwarb dabei ein bedeutendes Vermögen nebst Grundbesitz, welches er nach seinem Tod seiner Heimatkommune Malstatt zur Einrichtung eines Altersversorgungshauses vermachte. Er wurde in einem Ehrengrab auf dem Alten Malstatter Friedhof beigesetzt. Nach ihm wurde die Georg-Heckel-Straße im Saarbrücker Stadtteil Burbach benannt.